# Бейт, Стивен
Стивен Бейт (англ. Stephen Stanley Bate: род. 24 августа 1977, Новая Зеландия) ― паралимпийский велогонщик из Новой Зеландии и Великобритании, который участвует в тандемных гонках как атлет с нарушением зрения, серебряный призёр Паралимпийских игр 2020 в Токио в индивидуальной гонке преследования «B».

## Биография
Бейт родился 24 августа 1977 года и вырос в Новой Зеландии, а в зрелом возрасте переехал в Мори в Шотландии, Великобритания. Врачи диагностировали у него пигментный ретинит, из-за которого поле зрения снизилось до 10 %.
С возможностями велосипедного пара-спорта познакомился благодаря другу и члену сборной Великобритании Карен Дарк. Вместе они покорили вершина Эль-Капитан в национальном парке Йосемити. В 2013 году он был принят в паралимпийскую программу развития британского велоспорта и объединился с пилотом Адамом Дагглби.
В 2015 году Бейт и Дагглби вместе выиграли свои первые медали чемпионата мира. В Маниаго (Италия) они взяли серебро в групповой гонке и бронзу в индивидуальной гонке на шоссе. За этим последовала золотая медаль в индивидуальной гонке на чемпионате мира в Питермарицбурге  (ЮАР).
В июле 2016 года Бейт был вызван в сборную Великобритании для участия в Летних Паралимпийских играх 2016 года в Рио-де-Жанейро. На них со своим пилотом, Адамом Дагглби, выиграл два золота и бронзу.
В 2018 году Бейт и Дагглби выиграли индивидуальную гонку преследования в тандеме «B» на чемпионате мира по пара-велоспорту и индивидуальную гонку на время в тандеме «B», став двукратными чемпионами мира.
В 2017 году Бейт стал членом Ордена Британской Империи (MBE) за заслуги перед велоспортом.
На Паралимпийских играх в Токио, проходивших в 2021 году, Стивен Бейт завоевал серебряную медаль в индивидуальное гонке преследование «B».
В 2021 году на чемпионате мира по пара-велоспорту в Кашкайше (Португалия) выиграл титул в индивидуальной гонке на тандемах «B» .